# Nuclear Strike
Nuclear Strike 64 é um jogo de ação para  Playstation, PC e Nintendo 64 lançado no início de 2000. No jogo você controla um helicóptero de guerra de alta tecnologia e deve combater o terrorismo nos mais variados cenários. Nuclear Strike é a terceira seqüência do clássico Desert Strike: Return to the Gulf lançado para o Super Nintendo.
A princípio você controla um helicóptero Apache, mas no decorrer das missões você controlará as mais diversas máquinas de guerra, como aviões de caça Harrier, Hovercrafts, tanques de guerra e pelo menos mais onze outros veículos militares.
A câmera do jogo é ligeiramente inclinada fazendo que o helicóptero (ou outro veículo qualquer que se esteja pilotando) seja visto de cima. Também o nível de dificuldade e de inteligência artificial usado no jogo é bastante elevado.